# 사카이 시게타다
사카이 시게타다(일본어: 酒井重忠, 덴분 18년(1549년) ~ 겐나 3년 음력 7월 21일(1617년 8월 22일))는 센고쿠 시대부터 에도 시대 전기에 걸친 무장, 다이묘이다. 도쿠가와씨의 가신. 무사시 가와고에번과 고즈케 우마야바시번의 초대 번주. 사카이가 우타노카미파 종가 시조(초대).

## 생애
젊은 시절부터 도쿠가와 이에야스를 섬겼다. 1569년 도토미 가케가와성을 공격하였고 1570년 아네가와 전투 등 이에야스의 초기 시절 주요 합전의 대부분에 참가해 무공을 쌓았다. 1576년 아버지 사카이 마사치카(酒井正親)가 사망한 뒤, 그 뒤를 이어 미카와 니시오성의 주인이 되었다. 1582년, 혼노지의 변으로 오다 노부나가가 사망할 때, 이에야스 일행은 이가 고개에서 탈출을 시도했다. 이때, 시게타다는 본국을 지키는 임무였지만, 이에야스 일행이 이세까지 도망쳤을때, 이에야스 일행을 배로 마중나가, 안전을 확보했다.
여태까지의 공적으로 1590년에 이에야스가 관동으로 봉해졌을 때, 무사시 가와고에 1만석의 영지를 받았다. 1592년 임진왜란 때에는 에도성에 있었고, 1600년 세키가하라 전투에 참전하였다. 그 뒤로는 오미 오쓰성의 수비를 담당했다. 전쟁 후, 이에야스로부터 그 공적을 인정받아 고즈케 우마야바시 3만3000석의 영지를 받게된다. 1614년 오사카 전투 시기에 에도 성에서 군량미 수송 책임자 등을 맡았다.
1617년 음력 7월 21일 69세의 나이로 병사하였다.
| 전임 사카이 마사치카 | 제6대 사카이가 우타노카미파 종가 당주 1576년 ~ 1617년 | 후임 사카이 다다요 |

|  | 가와고에 성주 (사카이가 우타노카미파 종가) 1590년 ~ 1601년 | 후임 사카이 다다토시 |

|  | 제1대 우마야바시번 번주 (사카이가 우타노카미파 종가) 1601년 ~ 1617년 | 후임 사카이 다다요 |